# FR-1
FR-1 — второй французский искусственный спутник Земли и первый французский научный спутник. Основное направление изучения — ионосфера Земли. Аппарат был запущен 6 декабря 1965 года ракетой-носителем Скаут с космодрома Ванденберг.

## Конструкция
Спутник состоял из двух усечённых восьмиугольных пирамид, соединённых у основания восьмиугольной призмой размером 68,6 см от угла к углу. Эта базовая структура была покрыта солнечными элементами и имела высоту около 71,2 см. В основании спутника находился датчик электронной плотности. Сверху установлена трубка поддерживающих антенны и магнитометр. По диагонали вверх от основания трубки располагались четыре телеметрические антенны длиной 72 см. Ещё четыре 198-сантиметровых антенны простирались наружу от основания призматической части базовой конструкции.

## Полёт
Спутник был запущен через 10 дней после запуска первого французского спутника Астерикс
Аппарат вышел на низкую околоземную орбиту. Стабилизация была осуществлена осевым вращением спутника. Станции во Франции и Панаме излучали радиосигнал на частоте 16,8 кГц и 24 кГц, а спутник принимал данные и давал информацию об изменениях этого сигнала. Время работы спутника оценивалось в три месяца, но он активно проработал более трёх лет до августа 1968 года. Окончательно спутник сошёл с орбиты в 1969 году.

## Эксперименты
На борту FR-1 было два основных эксперимента.
Первый — предполагал измерение локальной электронной плотности плазмы.
Во втором эксперименте регистрировались напряжённости магнитного и электрического полей, которые были получены в результате передач радиосигналов двух наземных передатчиков в разное время и в разном положении (расстоянии) спутника.